# O-nitroanizol
Az o-nitroanizol szerves vegyület, színtelen folyadék, képlete CH3OC6H4NO2. A nitroanizolnak három izomerje létezik, de kereskedelmi szempontból az o-izomer a legjelentősebb. 
2-Nitro-klórbenzolból állítják elő nátrium-metoxidos kezeléssel:
NaOCH3  +  ClC6H4NO2  →   CH3OC6H4NO2  +  NaCl

## Fordítás
- Ez a szócikk részben vagy egészben  az   O-Nitroanisole című angol Wikipédia-szócikk ezen változatának fordításán alapul.  Az eredeti cikk szerkesztőit annak laptörténete sorolja fel. Ez a jelzés csupán a megfogalmazás eredetét és a szerzői jogokat jelzi, nem szolgál a cikkben szereplő információk forrásmegjelöléseként.